# دنی دیکین
دنی دیکین (انگلیسی: Danny Deakin؛ زادهٔ ۶ سپتامبر ۱۹۹۳) بازیکن فوتبال اهل بریتانیا است.
از باشگاه‌هایی که در آن بازی کرده‌است می‌توان به باشگاه فوتبال ماتلوک تاون اشاره کرد.